# Silbomyia philippinensis
Silbomyia philippinensis är en tvåvingeart som beskrevs av Crosskey 1965. Silbomyia philippinensis ingår i släktet Silbomyia och familjen spyflugor. Inga underarter finns listade i Catalogue of Life.